# Eishockey-Bundesliga 1971/72
Die Saison 1971/72 der Eishockey-Bundesliga war die 14. Spielzeit der höchsten deutschen Eishockeyliga. Deutscher Meister wurde die Düsseldorfer EG, die damit ihren zweiten Titelgewinn feiern konnte. Der Titelverteidiger EV Füssen beendete die Saison auf dem zweiten Platz.
Da der ehemalige Meister Preussen Krefeld sich noch vor Saisonbeginn auf finanziellen Gründen aus der Liga zurückzog, startete der Spielbetrieb in diesem Jahr nur mit neun Mannschaften. Mit dem Rekordmeister Berliner SC und dem Oberliga-Zweiten, dem EV Rosenheim, stiegen nach der Spielzeit zwei Vereine in die Bundesliga auf.

## Voraussetzungen

### Teilnehmer
Der Aufsteiger Preussen Krefeld verzichtete im Juli 1971 auf die Teilnahme an der Bundesliga.
- Augsburger EV
- VfL Bad Nauheim
- EC Bad Tölz
- Düsseldorfer EG
- EV Füssen (Titelverteidiger)
- ESV Kaufbeuren
- Krefelder EV
- EV Landshut
- SC Riessersee

### Modus
Wie im Vorjahr spielten die Mannschaften in einer Doppelrunde den Deutschen Meister aus, sodass jeder Verein jeweils zwei Heim- und zwei Auswärtsspiele gegen die übrigen Mannschaften bestritt. Der Letztplatzierte hätte eigentlich am Ende der Saison in Oberliga absteigen sollen. 
Durch den Rückzug der Preussen Krefeld vor der Saison war unklar, ob der 9., der Krefelder EV nun absteigen sollte und es damit zwei Aufsteiger aus der Oberliga geben würde. Schließlich entschied sich der Deutsche Eishockey-Bund dafür, dass der Krefelder EV nicht absteigen müsse und der Zweitplatzierten der Oberliga, SB DJK Rosenheim aufsteigt, die Liga für eine Saison also mit elf Mannschaften spielt.

## Abschlusstabelle
|    |                 | Sp | S  | U | N  | Tore    | Punkte |
| -- | --------------- | -- | -- | - | -- | ------- | ------ |
| 1. | Düsseldorfer EG | 32 | 23 | 2 | 07 | 147: 75 | 48:16  |
| 2. | EV Füssen       | 32 | 21 | 2 | 09 | 136: 97 | 44:20  |
| 3. | SC Riessersee   | 32 | 20 | 1 | 11 | 148:107 | 41:23  |
| 4. | EC Bad Tölz     | 32 | 17 | 4 | 11 | 117:106 | 38:26  |
| 5. | EV Landshut     | 32 | 16 | 3 | 13 | 166:142 | 35:29  |
| 6. | Augsburger EV   | 32 | 13 | 2 | 17 | 119:125 | 23:41  |
| 7. | VfL Bad Nauheim | 32 | 11 | 1 | 20 | 124:155 | 23:41  |
| 8. | ESV Kaufbeuren  | 32 | 08 | 2 | 22 | 102:160 | 18:46  |
| 9. | Krefelder EV    | 32 | 06 | 1 | 25 | 093:183 | 13:51  |

Abkürzungen: Sp = Spiele, S = Siege, U = Unentschieden, N = Niederlagen; Erläuterungen: Meister

## Ranglisten

### Beste Scorer
| Spieler         | Team          | Spiele | Tore | Assists | Punkte |
| --------------- | ------------- | ------ | ---- | ------- | ------ |
| Alois Schloder  | EV Landshut   | 30     | 29   | 22      | 51     |
| Anton Hofherr   | SC Riessersee |        | 28   | 18      | 46     |
| Erich Kühnhackl | EV Landshut   |        | 24   | 19      | 43     |

### Beste Verteidiger
| Spieler        | Team          | Tore | Assists | Punkte |
| -------------- | ------------- | ---- | ------- | ------ |
| Josef Golonka  | SC Riessersee | 22   | 14      | 36     |
| Rudolf Thanner | EV Füssen     | 12   | 12      | 24     |
| Jozef Čapla    | Augsburger EV | 10   | 14      | 24     |

## Kader des Deutschen Meisters
| Deutscher Meister Düsseldorfer EG | Torhüter: Rainer Makatsch, Manfred Fleischer Verteidiger: Harald Kadow, Otto Schneitberger, Rudolf Potsch, Erich Weide, Heiko Antons, Jürgen Schwer Angreifer: Sepp Reif, Petr Hejma, Vladimír Vacátko, Walter Stadler, Anton Pohl, Klaus Volland, Walter Köberle, Wolfgang Boos, Peter Müller, Erwin Zeidler, Hubert Engel Cheftrainer: Xaver Unsinn |